# Pristimantis apiculatus
Pristimantis apiculatus es una especie de anfibio anuro de la familia Strabomantidae. Se encuentra en Colombia y Ecuador. Su hábitat natural son los bosques húmedos tropicales o subtropicales de montaña. Está amenazada por la pérdida de su hábitat.